# Equació de Txapliguin
En la dinàmica de gasos, l'equació de Txapligin, anomenada així per Serguei Alekséievitx Txapliguin (1902), és una equació en derivades parcials útil en l'estudi del flux transònic. És
{\displaystyle {\frac {\partial ^{2}\Phi }{\partial \theta ^{2}}}+{\frac {v^{2}}{1-{\frac {v^{2}}{c^{2}}}}}{\frac {\partial ^{2}\Phi }{\partial v^{2}}}+v{\frac {\partial \Phi }{\partial v}}=0.}
on {\displaystyle c=c(v)} és la velocitat del so determinada per l'equació d'estat del fluid i la conservació de l'energia.

## Derivació
Per al flux potencial bidimensional, les equacions de continuïtat i les equacions d'Euler (de fet, és l'equació comprensible de Bernoulli degut a la irrotacionalitat), en coordenades cartesianes {\displaystyle (x,y)} que involucra les variables velocitat de fluid {\displaystyle (v_{x},v_{y})}, la entalpia específica {\displaystyle h} i la densitat {\displaystyle \rho } és:
{\displaystyle {\begin{aligned}{\frac {\partial }{\partial x}}(\rho v_{x})+{\frac {\partial }{\partial y}}(\rho v_{y})&=0,\\h+{\frac {1}{2}}v^{2}&=h_{o}.\end{aligned}}}
amb l'equació d'estat {\displaystyle \rho =\rho (s,h)} actuant com a tercera equació, on
- {\displaystyle h_{o}} es la entalpia d'estancament,
- {\displaystyle v^{2}=v_{x}^{2}+v_{y}^{2}} es la magnitud del vector de velocitat, i
- {\displaystyle s} és l'entropia.

Per al flux isoentròpic, la densitat pot expressar-se com una funció només de l'entalpia, que al seu torn, usant l'equació de Bernoulli, es pot escriure com {\displaystyle \rho =\rho (v)}.
Atès que el flux és irrotacional, hi ha un potencial de velocitat {\displaystyle \phi } i el seu diferencial és {\displaystyle d\phi =v_{x}dx+v_{y}dy}. En lloc de tractar {\displaystyle v_{x}=v_{x}(x,y)} y {\displaystyle v_{y}=v_{y}(x,y)} com a variables dependents, fem servir una transformació de coordenades de tal manera{\displaystyle x=x(v_{x},v_{y})} i {\displaystyle y=y(v_{x},v_{y})} es converteixen en noves variables dependents. De manera similar, el potencial de velocitat és reemplaçat per una nova funció, la transformada de Legendre
{\displaystyle \Phi =xv_{x}+yv_{y}-\phi }
tal que el seu diferencial és {\displaystyle d\Phi =xdv_{x}+ydv_{y}}, per tant
{\displaystyle x={\frac {\partial \Phi }{\partial v_{x}}},\quad y={\frac {\partial \Phi }{\partial v_{y}}}.}
Introduint una altra transformació de coordenades per a les variables de {\displaystyle (v_{x},v_{y})} a {\displaystyle (v,\theta )} d'acord amb la relació {\displaystyle v_{x}=v\cos \theta } y {\displaystyle v_{y}=v\sin \theta }, on {\displaystyle v} és la magnitud del vector de velocitat i {\displaystyle \theta } és l'angle que el vector de velocitat fa amb l'eix {\displaystyle v_{x}}, les variables dependents esdevenen
{\displaystyle {\begin{aligned}x&=\cos \theta {\frac {\partial \Phi }{\partial v}}-{\frac {\sin \theta }{v}}{\frac {\partial \Phi }{\partial \theta }},\\y&=\sin \theta {\frac {\partial \Phi }{\partial v}}+{\frac {\cos \theta }{v}}{\frac {\partial \Phi }{\partial \theta }},\\\phi &=-\Phi +v{\frac {\partial \Phi }{\partial v}}.\end{aligned}}}
L'equació de continuïtat en les noves coordenades es converteix en: 
{\displaystyle {\frac {d(\rho v)}{dv}}\left({\frac {\partial \Phi }{\partial v}}+{\frac {1}{v}}{\frac {\partial ^{2}\Phi }{\partial \theta ^{2}}}\right)+\rho v{\frac {\partial ^{2}\Phi }{\partial v^{2}}}=0.}
Per a un flux isentròpic tal que {\displaystyle dh=\rho ^{-1}c^{2}d\rho } on {\displaystyle c} és la velocitat del so. Usant l'equació de Bernoulli s'obté:
{\displaystyle {\frac {d(\rho v)}{dv}}=\rho \left(1-{\frac {v^{2}}{c^{2}}}\right)}
on {\displaystyle c=c(v)}. Per tant, tenim:
{\displaystyle {\frac {\partial ^{2}\Phi }{\partial \theta ^{2}}}+{\frac {v^{2}}{1-{\frac {v^{2}}{c^{2}}}}}{\frac {\partial ^{2}\Phi }{\partial v^{2}}}+v{\frac {\partial \Phi }{\partial v}}=0.}